# Kościół Wniebowzięcia Najświętszej Maryi Panny w Korycinach
Kościół Wniebowzięcia Najświętszej Maryi Panny – pierwotnie unicka cerkiew, następnie świątynia prawosławna, zaś od 1923 rzymskokatolicki kościół, wzniesiony w Grodzisku, a po relokacji w 2016 znajdujący się w Korycinach.
Parafia prawosławna w Grodzisku istniała z pewnością przed 1604; z tego roku pochodzi wzmianka o drewnianej cerkwi. Nie rozstrzyga ona, czy miejscowa wspólnota pozostawała przy prawosławiu, czy też faktycznie, a nie tylko formalnie, przyjęła w 1596 unię. Opisywany budynek sakralny powstał w miejscu starszej świątyni w 1709 z fundacji starosty drohickiego Marka Antoniego Butlera. Podobnie jak wszystkie cerkwie unickie na Podlasiu, obiekt posiadał wyraźnie zlatynizowane wyposażenie, z organami, a po 1726 bez ikonostasu. Szczególnym przedmiotem kultu była w nim, być może od połowy XVIII w., kopia obrazu Matki Boskiej Sokalskiej.
W latach 1835–1838 większość typowo łacińskich elementów wyposażenia obiektu została z niego usunięta; działo się to w ramach akcji delatynizacji unickich świątyń i obrzędów przygotowującej konwersję całej unickiej diecezji litewskiej na prawosławie. W cerkwi pozostało natomiast kilka unickich ikon, w tym obraz Matki Boskiej Sokalskiej, który pozostał przedmiotem kultu także po konwersji. Nastąpiła ona w lutym 1839 na mocy postanowień synodu połockiego, likwidującego Kościół unicki w Imperium Rosyjskim poza diecezją chełmską; proboszcz miejscowej parafii zgodził się przejść na prawosławie w 1838.
Cerkiew pozostawała czynna do 1891, gdy ukończono budowę nowej, murowanej świątyni prawosławnej w Grodzisku. Wówczas zaprzestano jej użytkowania, a część wyposażenia przeniesiono do nowego obiektu sakralnego. W 1923 budynek został rekoncyliowany i stał się rzymskokatolickim kościołem parafialnym, w związku z czym w kolejnych latach zaadaptowano go na potrzeby liturgii łacińskiej. Funkcje te pełnił do końca XX wieku, gdy w Grodzisku wzniesiono większy kościół murowany. Od tego momentu świątynia nie była wykorzystywana do celów liturgicznych.
Do 2016 r. kościół znajdował się w centrum Grodziska, w sąsiedztwie nowej parafialnej świątyni rzymskokatolickiej i naprzeciw cerkwi św. Mikołaja. W wymienionym roku budowlę przeniesiono do Korycin. 
Obiekt został wpisany do rejestru zabytków pod nr 282 w dniu 18.11.1966.

## Historia

### Pierwsza cerkiew w Grodzisku
Pierwsza wzmianka o istnieniu cerkwi w Grodzisku pochodzi z 1604. Nie da się jednoznacznie rozstrzygnąć jej faktycznej przynależności w tym czasie. Budynek należał do parafii, która w 1596 przyjęła unię razem z całą eparchią włodzimierską, jednak opór przeciwko porzuceniu prawosławia w regionie był zauważalny jeszcze do połowy XVII w. Dopiero w II połowie stulecia Kościół unicki faktycznie rozpowszechnił się w regionie. Cerkiew wzniesiona w Grodzisku na miejscu starszej w 1709 z pewnością była już świątynią katolicką obrządku bizantyjskiego.

### Cerkiew unicka
Fundatorem obiektu był Marek Antoni Butler, starosta drohicki, którego przy budowie wspierał prawdopodobnie dzierżawca Grodziska Wiktoryn Kuczyński. Podczas wizytacji kanonicznej w 1726 budynek opisano jako nowy, kryty dachem gontowy, z wolno stojącą dzwonnicą. Wskazano, że wokół obiektu położony był cmentarz. W opisie zawarto również informację o dwóch ołtarzach z obrazami Narodzenia Najświętszej Maryi Panny oraz św. Mikołaja. Cerkiew nadal posiadała carskie wrota, a na jej wyposażeniu pozostawał zarówno nowy obraz Matki Boskiej Bolesnej, jak i osiem mniejszych "moskiewskich obrazów" (tj. ikon wykonanych jeszcze na potrzeby parafii prawosławnej). W czasie kolejnej wizytacji, w 1757, wskazano, że patronem świątyni był św. Mikołaj. Zaznaczono, że cerkiew była drewniana i jednokopułowa, a jej gontowy dach był już w złym stanie. Proboszcza, ks. Józefa Artychowskiego, zobowiązano do przeprowadzenia remontu. Opisano również ołtarz główny w budynku (wykonany na podobieństwo ołtarzy łacińskich, nie był to już typowy dla tradycji bizantyńskiej stół ołtarzowy), w którym znajdował się obraz Najświętszej Maryi Panny. Być może była to kopia obrazu Matki Bożej Sokalskiej, która w II poł. XVIII w. była przedmiotem szczególnego kultu unitów z Grodziska. Jednoznaczne wskazanie roku, w którym wizerunek ten znalazł się w świątyni, nie jest możliwe. Według jednej z hipotez obraz znajdował się pierwotnie w klasztorze benedyktynek w Łomży i miał być podarowany przez zakonnicę nazwiskiem Rybińska unickiej cerkwi w Czarnej Małej. Mniszka zmarła, zanim obraz trafił do miejsca przeznaczenia, i w rezultacie zamiast w Czarnej znalazł się w Siemionach, w dworze, którego właściciel pragnął stworzyć prywatny ośrodek kultu wizerunku. Miejscowi unici zdołali jednak wykraść obraz i przekazać go do Czarnej Małej. Nie wyjaśniono, skąd trafił do Grodziska.
W 1789, również w protokole wizytacji, zapisano, że budynek sakralny był już stary. Przed tą datą przeniesiono do niego powstały na przełomie XVII i XVIII w. ołtarz pierwotnie znajdujący się w kaplicy klasztoru bazyliańskiego w Warszawie. Do cerkwi uczęszczały w tym okresie 694 osoby, w większości mieszkańcy wsi Makarki i Smarklice. Do parafii, wzmiankowanej w 1784, należało również po kilkadziesiąt osób z samego Grodziska oraz Drochlina, jak również pojedynczy mieszkańcy Sypni.
Wykaz parafii unickich diecezji supraskiej, erygowanej w 1798, Grodziska nie uwzględnia. Wymieniono ją natomiast wśród parafii dekanatu bielskiego unickiej metropolitalnej diecezji wileńskiej w 1838, wskazując, że uczęszczało do niej 738 osób, natomiast 578 realnie praktykowało (odbyło w cerkwi obowiązkową spowiedź i przystąpiło do komunii świętej w wielkim poście). Przypadki przechodzenia na obrządek łaciński były nieliczne.
W latach 30. XIX w., przygotowując likwidację Kościoła unickiego w Imperium Rosyjskim i włączenie jego parafii i wiernych do Rosyjskiego Kościoła Prawosławnego, unicki konsystorz wileński na czele z biskupem Józefem Siemaszką przystąpił do wdrażania poważnych zmian w wyglądzie cerkwi unickich i sposobie odprawiania w nich nabożeństw. Delatynizację poprzedził wybór świątyń najzamożniejszych lub mających największe znaczenie religijne. Cerkiew w Grodzisku zaliczono do takowych jako jedną z trzech w dekanacie drohiczyńskim, obok cerkwi w Żerczycach i w Boćkach. W 1836 do świątyni przekazano księgi liturgiczne przeznaczone do nabożeństw w rycie synodalnym. Wyposażenie cerkwi było w I poł. XIX w. poważnie zlatynizowane, co było sytuacją typową dla cerkwi unickich na Podlasiu. W świątyni nie było już ikonostasu; konstrukcje te były demontowane w okresie intensywnej latynizacji wnętrz unickich cerkwi po synodzie zamojskim. W budynku znajdowały się również organy. Cerkiew w Grodzisku była natomiast jedyną świątynią parafialną w dekanacie, która przed 1839 nie miała typowego dla rytu łacińskiego cyborium.
Konstrukcja ikonostasu, ołtarz główny (cs. prestoł) oraz stół ofiarny (żertwiennik) zostały zainstalowane w świątyni w 1835. W roku następnym budynek posiadał już komplet typowo prawosławnych utensyliów liturgicznych, a organy zostały zdemontowane. Przeciągnęły się natomiast prace nad umieszczeniem w ikonostasie wizerunków świętych. Władze cerkiewne oczekiwały, że zostaną one sfinansowane przez właściciela miejscowych dóbr, hrabiego Grzegorza Ossolińskiego, o to też starał się proboszcz ks. Stefan Budziłowicz. Hrabia zgodził się opłacić samą instalację konstrukcji ikonostasu, ale odmawiał pokrycia kosztów prac malarskich, twierdząc, że powinni za nie zapłacić chłopi-parafianie. Ci z kolei domagali się, by fundusze na wykonanie ikonostasu przekazały służby dworskie. Ks. Budziłowicz żądał także, by to arystokrata zakupił dla cerkwi nowe szaty liturgiczne. W czerwcu 1838 Sąd Ziemski w Drohiczynie uznał, że roszczenia duchownego wobec hrabiego Ossolińskiego nie miały podstaw. W tej sytuacji konsystorz litewski zwrócił się do naczelnika obwodu białostockiego z prośbą o interwencję. W rezultacie w końcu tego roku Ossoliński zgodził się zakupić brakujące elementy wyposażenia świątyni i sfinansować wykonanie ikonostasu. W ramach delatynizacji wnętrza obiektu usunięto z niego wstawioną w XVIII w. ambonę.

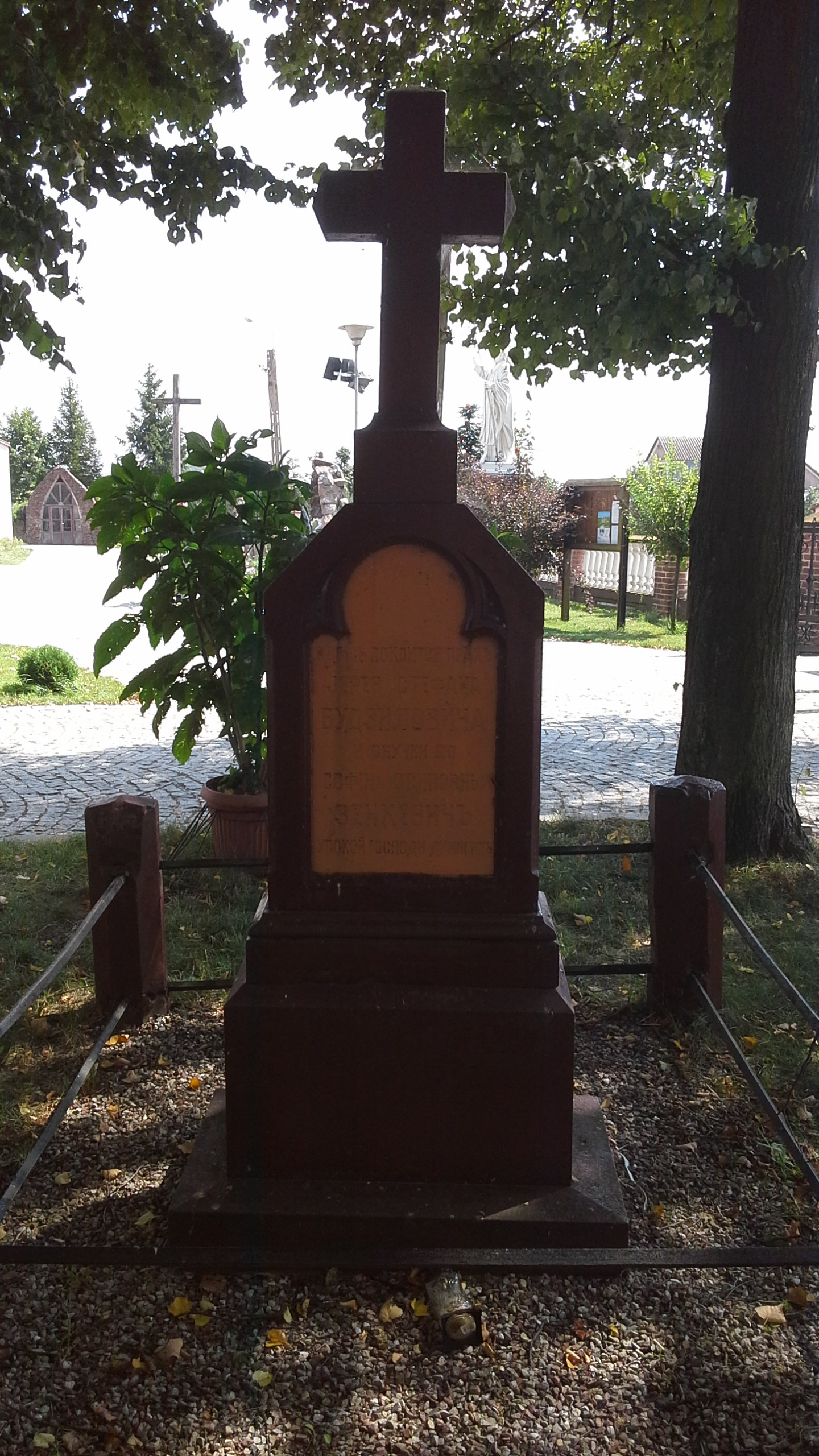
Grób ks. Stefana Budziłowicza i jego wnuczki Sofii Zienkiewicz w sąsiedztwie dawnej cerkwi

W marcu 1838 naczelnik powiatowy Miedwiediew zarzucił dziekanowi drohiczyńskiemu tolerowanie elementów pochodzenia łacińskiego w podległych mu świątyniach. Jedną z cerkwi, których wnętrze nie było dotąd jego zdaniem przygotowanie do przejścia parafii na prawosławie, była budowla sakralna w Grodzisku. W związku z tą sytuacją dziekan drohiczyński prosił konsystorz o szczegółowe wskazanie, które elementy wyposażenia cerkwi nieznane w tradycji prawosławia rosyjskiego mogły zostać zachowane, a które należało w każdym przypadku usunąć. W sprawie interweniował biskup pomocniczy metropolii wileńskiej Antoni Zubko, prosząc naczelnika obwodu białostockiego Gunaropułę o wpłynięcie na podwładnego, by nie wtrącał się w działania delatynizacyjne koordynowane przez konsystorz. Prośba przedstawiciela duchowieństwa została spełniona. Proboszcz parafii w Grodzisku, ks. Budziłowicz, zadeklarował gotowość konwersji na prawosławie w lipcu 1838.

### Cerkiew prawosławna
W 1839, na mocy decyzji synodu połockiego, parafia w Grodzisku zmieniła wyznanie na prawosławne. Nawet po tym wydarzeniu cerkiew nie posiadała całego wyposażenia typowego dla świątyń prawosławnych. W 1840 dziekan drohiczyński Piotr Baranowski informował, że w obiekcie brakowało dzbanka na ciepłą wodę i darochranitielnicy. Prosił też, by utensylia te przekazać parafii w Grodzisku nieodpłatnie. W Grodzisku pozostał również szereg elementów wyposażenia powstałych w okresie unickim. W 1857 do świątyni uczęszczały 742 osoby.
Pounicka cerkiew pozostała główną świątynią grodziskiej parafii do ukończenia w 1891 budowy nowej murowanej cerkwi, położonej po przeciwnej stronie ulicy względem starszej budowli. Po konsekracji nowej świątyni zaprzestano użytkowania starszej. Powodem wzniesienia nowego obiektu sakralnego był zły stan budowli drewnianej. Do nowego budynku sakralnego przeniesiono obraz Matki Bożej, który jako Sokalska Ikona Matki Bożej był nadal czczony przez miejscową ludność, mimo zmiany wyznania.

### Kościół
W 1923 budynek przejął Kościół katolicki, w tym samym roku erygowana została przy nim parafia rzymskokatolicka. Od 1924 do 1926 przeprowadzona została adaptacja jego wnętrza na potrzeby liturgii w obrządku łacińskim. Kolejne remonty obiektu miały miejsce w latach 1956-1957 i 1964. W końcu XX w. parafia katolicka zakończyła budowę nowego murowanego kościoła, drewniana budowla sakralna nie była w związku z tym użytkowana, a jej stan techniczny sukcesywnie się pogarszał.

### Relokacja
W 2010 r. mieszkańcy sprzeciwili się projektowi przeniesienia kościoła do Muzeum Rolnictwa w Ciechanowcu. W 2016 r. świątynię przeniesiono do skansenu znajdującego się przy Podlaskim Ogrodzie Botanicznym w Korycinach, gdzie przywrócono ją do regularnego użytku liturgicznego.

## Architektura i wyposażenie

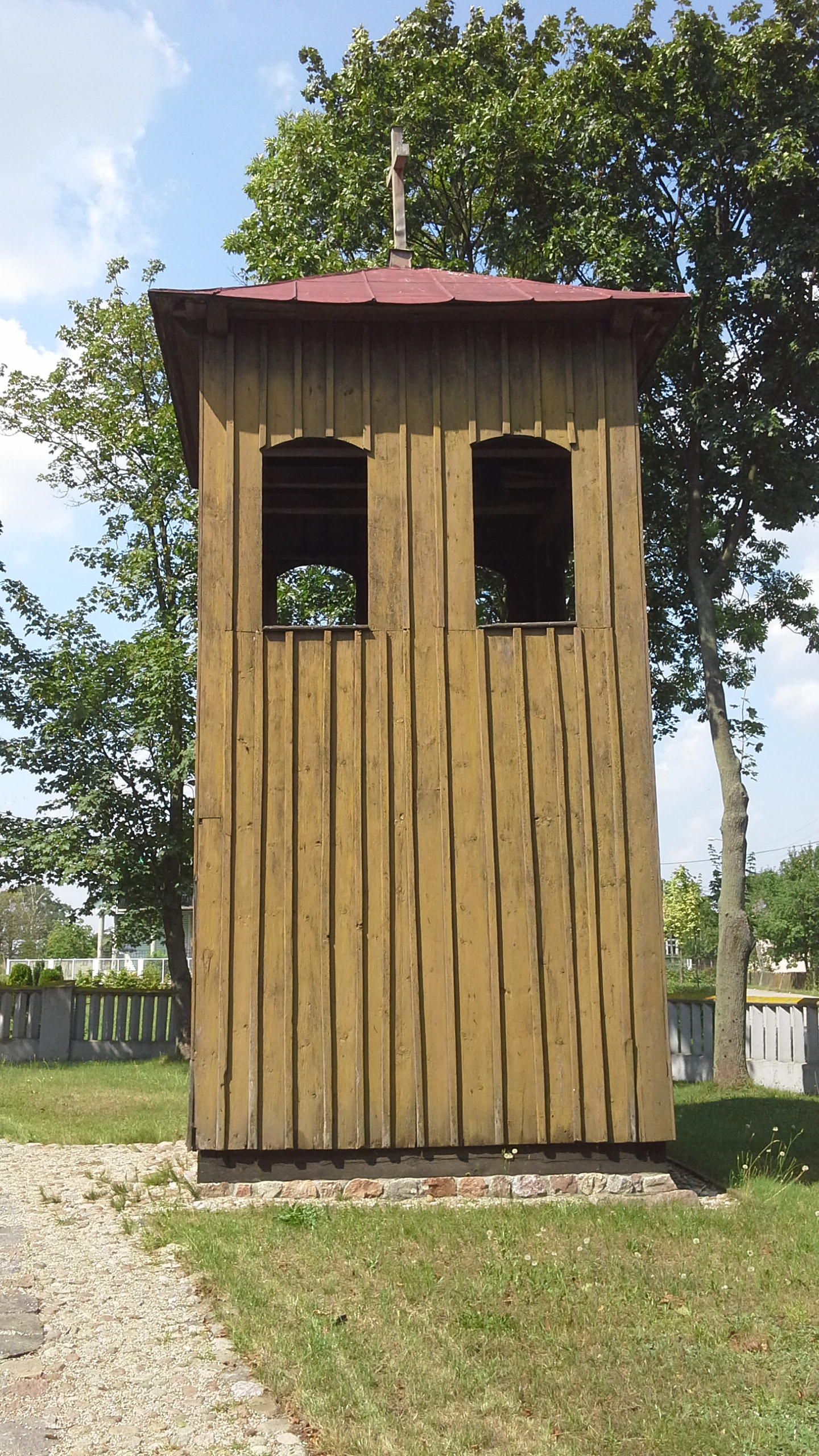
Wolno stojąca dzwonnica

Świątynia jest drewniana, orientowana, szalowana. Jest to budynek trójnawowy kryty dachem dwuspadowym, z wyodrębnionym dwuczłonowym prezbiterium, zwężającym się ku wschodowi i dwubocznie zamkniętym, połączonym ze składzikiem i zakrystią. We wnętrzu granice naw wyznaczają słupy, całość kryje strop wyokrąglony koszowo nad nawą główną. Nad wejściem od strony zachodniej znajduje się chór muzyczny. W prezbiterium przetrwał przeniesiony z Warszawy barokowy ołtarz z obrazem Trójcy Świętej w nastawie. Obraz ten jest młodszy od reszty kompozycji, powstał w I poł. XIX w. w pracowni malarza ludowego. W głównym polu ołtarza znajduje się kompozycja przedstawiająca grupę rzeźb aniołów adorujących Maryję (widoczna jest jedynie jej twarz wzorowana na obrazie Matki Boskiej Ostrobramskiej). Obraz ten powstał w I poł. XX wieku; pierwotnie na jego miejscu znajdowała się kopia wizerunku Matki Boskiej Sokalskiej, który w 1924 przeniesiono do cerkwi św. Mikołaja w Grodzisku. Kompozycja zasuwana jest XVIII-wieczną ikoną Zaśnięcia Matki Bożej. Oprócz ołtarza głównego w kościele znajduje się XIX-wieczny ołtarz boczny z obrazem Ukrzyżowania, także powstały w pracowni ludowego twórcy. XVIII-wieczne są również kropielnica (dawniej chrzcielnica) i przechowywane w kościelnym składziku tabernakulum. Z początku XIX w. pochodzi natomiast krzyż pogrzebowy z postacią Chrystusa.
W sąsiedztwie świątyni, dopóki znajdowała się ona na pierwotnym miejscu w Grodzisku, położony był nagrobek ks. Stefana Budziłowicza – ostatniego unickiego i zarazem pierwszego w XIX w. prawosławnego proboszcza parafii w Grodzisku, zmarłego w 1857.